# 春風ぽっぷ
春風ぽっぷ（はるかぜ ぽっぷ）は、アニメ『おジャ魔女どれみ』シリーズの登場人物である魔女見習いの少女で主人公春風どれみの4歳年下の妹。MAHO堂に所属する「おジャ魔女」の一人。担当声優は、石毛佐和（第1期第27話のみ詩乃優花）。

## プロフィール
- 1994年（平成6年）9月9日生まれのおとめ座のAB型。
- ソナチネ幼稚園年中組⇒年長組⇒美空市立美空第一小学校1年1組⇒2年1組・・同校6年生 ⇒ カレン女学院音楽科（ピアノ専攻）中等部1年
- 魔女見習い服は赤色。お付きの妖精は「ファファ」。ラッパの音がするポロンを使っている。魔法の呪文は「ピピットプリット プリタンペペルト」。マジカルステージでは「ピピットプリット ほがらかに」[注 2]。
  - なお、どれみたちと違い、全作を通して第1期の見習い服・アイテムを使用する。

## 人物

### 性格
頼りない姉とは対照的にしっかりしており、どれみに突っかかることが多いものの、実はどれみの優しさが大好きで、産まれた時からどれみの後をずっと追いかけている。彼女自身が魔女見習いに興味を持ったのも「お姉ちゃん（第2期までは「どれみ」）がやってて面白そうだったから」。
幼稚園時代は「どれみ」と呼び捨てにしていたが、小学校入学を機に「お姉ちゃん」と呼ぶようになる。
どれみほどではないものの自分の魔法がきっかけで災いを招き姉たちを困らせてしまったこともあるが、そうした失敗を反省したり、ハナちゃんの育児に携わったことがきっかけで魔法に頼って問題を解決することを控えるようになっていった。人の心を開くのがうまく、お泊まり会の時にホームシックに掛っていた同級生を励ました。
性格的におんぷとは気が合いやすく、第2期当時のMAHO堂の面々にとっては共通の「妹」。あいこ・はづき・おんぷの3人はそれぞれ、映画、CDドラマなどで思いのたけを語っている。

### 趣味
幼稚園年長の時に夢に見ていたピアノを習い始める。ときどき「ひゅふっ」と笑う。第4期のドラマCDでは姉に代わってマジョレッドに変身した。必殺技は「ぽっぷっちスペシャル」。大きくはねた髪型は「手羽先」と呼ばれることもある。
第6期では美空市立美空小学校6年生になっているが、カレン女学院中等部への入学を目指して勉学に励んでおり、第6期第2巻第6章にて、無事合格したことが描かれている。

### 交友関係
小学校ではソナチネ幼稚園出身者とプリムラ幼稚園出身者がクラスでほぼ半々の状態で、入学当初は（幼稚園の）派閥状態で両者が反目しあっていた。ソナチネ側のリーダー格だったぽっぷは、同じクラスになったのだから喧嘩しないように呼びかけていたが、プリムラ側の玉木えりかとだけは、なかなか仲良くなれなかった。えりかはどれみの同級生である玉木麗香の従妹。春風と玉木の対立は（妹や従姉妹であっても）宿命的なものらしい。

### 異性関係
- 幼稚園からずっと同級生のきみたかとはしばしば喧嘩する仲だったが（どれみと小竹のような関係）、彼が北海道に転校する間際になって告白された。第6期でも連絡は取り合っているようである。
- 幼稚園の頃に男性の先生に恋をした。
- 「彼女がピンチのときは必ずどこでも駆けつける」という「ぽっぷちゃん親衛隊」なる集団があるが[4]、あまり活躍はしていないよう。

### その他
- 第3期のみオープニングに出ていない代わりに、エンディングのメインキャラクターになっている。
- 本来主人公が「おんぷ」、その妹は「どれみ」と名づけられるはずであったが、商標にひっかかったことから急遽「どれみ」が主人公の名に設定され、同時に妹の名が「ぽっぷ」となり、後に「おんぷ」は主人公のライバル的キャラクターの名とされた。また、CDでの持ち歌は「ホップ ステップ ポップ」である（おジャ魔女どれみ＃ MAHO堂CDコレクションその3 そんぐ・ふぇすてぃばる♪収録）。
- 第5期第5話で、「ハナちゃんになりたい」[注 7]と冗談半分でハナに話しかけたところ、真に受けたハナは強力な魔法でぽっぷとハナの体を入れ替えてしまい、ぽっぷはハナに、ハナはぽっぷになってしまった。見た目ぽっぷになったハナは春風家や学校で大騒動を引き起こし、見た目ハナになったぽっぷは、ぽっぷになったハナを引き留めるべく、MAHO堂から抜け出すのに相当苦労した。なお、ぽっぷになったハナは水晶玉がないため自力で魔法が使えず元に戻ることができなかったので、マジョリカの魔法で2人は元に戻った。

## 魔女見習いとして
4歳の時、どれみ・はづき・あいこの3人が魔法を使っているのを目撃し、魔女修行をすることとなった。第1期第25話よりMAHO堂所属の魔女見習いとなり、第1期後半は「おジャ魔女」の一人として扱われることもあったが、第2期以降は他のメンバーより1歩下がった扱いを受けている（どれみたちは既に1級に合格しているため）。
マジョリカは早い時点からぽっぷの素質を見込んでいたが、夜更かしが苦手な上に寝相が悪く、そのため夜に行われる魔女見習い試験をなかなか受けることができなかった。よって第1期のときは一度も試験を受けることができなかったが、第2期に入ってからの9級試験では、ハナちゃんが起こした大騒動を解決させるために使った魔法で3階級の飛び級をして6級になり、クルールポロンを手にすることに。夜更しは苦手だが、早起きは得意とのことなのでかなり早い時間に起きて、5級への進級試験を受けたことがある。なお、クルールポロンの前はペペルトポロンを使用していた。マジョリカのことは、終始ブニュちゃんと呼んでいた。
第4期第50話でどれみが魔女にならないと告げたことで、自分も魔女にならないと泣きながら発言。その後ハナちゃんは皆が嘘をついたのだと思い込んでしまう。どれみと共にハナちゃんの後を追っていた。
最後にはハナちゃんに先んじて魔女見習い1級試験に合格し、わずかの間ながら、魔女の証である「赤い水晶玉」を持つことができた。
第6期ではどれみたちが再び魔女見習いになったことに気づいていたが、自身は魔女見習いに復帰することがなかった（どれみたちが魔女見習いに戻った理由に当たる部分がないため）。